# スーザンの恋
『スーザンの恋』（スーザンのこい、Susan Slade）は、1961年に公開されたアメリカ合衆国のドラマ映画。監督はデルマー・デイヴィス。出演はトロイ・ドナヒュー、コニー・スティーブンスなど。

## キャスト
※括弧内は日本語吹替（初回放送1970年9月27日『日曜洋画劇場』）
- ホイト・ブレッカー：トロイ・ドナヒュー（野沢那智）
- スーザン・スレイド：コニー・スティーブンス（増山江威子）
- リア・スレイド：ドロシー・マクガイア
- ロジャー・スレイド：ロイド・ノーラン
- スタントン・コルベット：ブライアン・エイハーン
- コン・ホワイト：グラント・ウィリアムズ
- マリオン・コルベット：ナタリー・シェイファー

## スタッフ
- 監督・製作・脚本：デルマー・デイヴィス
- 原作：ドリス・ヒューム
- 撮影：ルシアン・バラード
- 音楽：マックス・スタイナー